# Michael Mifsud
Michael Mifsud (Pietà, Malta, 17 de abril de 1981) es un futbolista maltés que juega de delantero en el Mosta F. C. de la Premier League de Malta.

## Trayectoria
La carrera profesional de Mifsud comenzó en la temporada 1997/98 desde las categorías inferiores del Sliema Wanderers. Después de debutar en la liga maltesa y consolidarse en el once inicial, logró ser el máximo artillero del Sliema en las temporadas 1999/00 (21 goles) y 2000/01 (20 tantos).
Después de estrenarse en la selección maltesa, en 2001 firmó un contrato con el Kaiserslautern de la Bundesliga alemana por tres temporadas. En su primer año alternó buenas actuaciones en el plantel reserva con algunas convocatorias en el primer equipo, pero nunca llegaría a consolidarse y en 2004 formalizó su salida. Tras un fugaz regreso al Sliema, con el que obtendría el doblete, ese mismo año se marchó al Lillestrøm SK noruego por las siguientes tres campañas.
En enero de 2007 fue contratado por el Coventry City de la Championship inglesa como agente libre. Sus actuaciones en el equipo británico le convirtieron en un fijo de la selección maltesa, y entre ellas destacó especialmente la eliminatoria de Copa de la Liga contra el Manchester United, en la que Mifsud marcó dos goles para eliminar a los «diablos rojos». La Gazzetta dello Sport llegaría a apodarle «el Messi de Malta».
La etapa de Mifsud en el fútbol inglés terminó en 2009 con una breve estancia en el Barnsley F. C. Aunque permaneció varios meses inactivo a la espera de ofertas internacionales, tuvo que conformarse con volver a jugar en la liga maltesa, primero en el Qormi y después en el Valletta F. C. En ese último destino consiguió recuperar sus mejores cifras goleadoras.
En septiembre de 2013 fue contratado por el Melbourne Heart de la liga australiana. Al terminar la temporada, regresó a la liga de Malta para finalizar su carrera en el Sliema Wanderers (2014-2016) y en el Valletta.

## Selección nacional
Mifsud ha sido internacional con la selección de Malta en 143 ocasiones y ha marcado 42 goles. Esto le convierte tanto en el futbolista maltés con más convocatorias como en el máximo goleador histórico del país.
Su debut oficial tuvo lugar el 10 de febrero de 2000 en un partido contra Albania disputado en el estadio Ta' Qali. A finales de 2016 superó el récord de presencias con la selección maltesa, anteriormente establecido en 122 partidos por David Carabott.

## Clubes
| Club                    | País       | Año       |
| ----------------------- | ---------- | --------- |
| Sliema Wanderers F. C.  | Malta      | 1997-2001 |
| 1. F. C. Kaiserslautern | Alemania   | 2001-2004 |
| Sliema Wanderers F. C.  | Malta      | 2004      |
| Lillestrøm SK           | Noruega    | 2004-2007 |
| Coventry City F. C.     | Inglaterra | 2007-2009 |
| Barnsley F. C. (cedido) | Inglaterra | 2009      |
| Valletta F. C.          | Malta      | 2010      |
| Qormi F. C.             | Malta      | 2011      |
| Valletta F. C.          | Malta      | 2011-2013 |
| Melbourne Heart F. C.   | Australia  | 2013-2014 |
| Sliema Wanderers F. C.  | Malta      | 2014-2016 |
| Valletta F. C.          | Malta      | 2016-2018 |
| Birkirkara F. C.        | Malta      | 2018-2020 |
| Sirens F. C.            | Malta      | 2020-2021 |
| Mosta F. C.             | Malta      | 2021-     |

## Palmarés

### Títulos nacionales
| Título                  | Club                   | País  | Año  |
| ----------------------- | ---------------------- | ----- | ---- |
| Copa de Malta           | Sliema Wanderers F. C. | Malta | 2000 |
| Premier League de Malta | Sliema Wanderers F. C. | Malta | 2004 |
| Copa de Malta           | Sliema Wanderers F. C. | Malta | 2004 |
| Copa de Malta           | Valletta F. C.         | Malta | 2010 |
| Supercopa de Malta      | Valletta F. C.         | Malta | 2011 |
| Premier League de Malta | Valletta F. C.         | Malta | 2012 |
| Supercopa de Malta      | Valletta F. C.         | Malta | 2012 |
| Premier League de Malta | Valletta F. C.         | Malta | 2016 |
| Supercopa de Malta      | Valletta F. C.         | Malta | 2016 |
| Premier League de Malta | Valletta F. C.         | Malta | 2018 |
| Copa de Malta           | Valletta F. C.         | Malta | 2018 |